# 华西石杉
华西石杉（学名：Huperzia dixitiana）为石杉科石杉属下的一个种。